# Elezioni parlamentari in Slovacchia del 2010
Le elezioni parlamentari in Slovacchia del 2010 si tennero il 12 giugno per il rinnovo del Consiglio nazionale. In seguito all'esito elettorale, Iveta Radičová, espressione dell'Unione Democratica e Cristiana Slovacca - Partito Democratico, divenne Presidente del Governo.

## Risultati
| Liste                                                         | Voti      | %     | Seggi |
| ------------------------------------------------------------- | --------- | ----- | ----- |
| Direzione - Socialdemocrazia                                  | 880 111   | 34,80 | 62    |
| Unione Democratica e Cristiana Slovacca - Partito Democratico | 390 042   | 15,42 | 28    |
| Libertà e Solidarietà                                         | 307 287   | 12,15 | 22    |
| Movimento Cristiano-Democratico                               | 215 755   | 8,53  | 15    |
| Most-Híd                                                      | 205 538   | 8,13  | 14    |
| Partito Nazionale Slovacco                                    | 128 490   | 5,08  | 9     |
| Partito della Coalizione Ungherese                            | 109 638   | 4,33  | –     |
| Partito Popolare - Movimento per una Slovacchia Democratica   | 109 480   | 4,33  | –     |
| Partito della Sinistra Democratica                            | 61 137    | 2,42  | –     |
| Partito Popolare Slovacchia Nostra                            | 33 724    | 1,33  | –     |
| Partito Comunista di Slovacchia                               | 21 104    | 0,83  | –     |
| Unione - Partito per la Slovacchia (Liga - Forum Libero)      | 17 741    | 0,70  | –     |
| Partito Politico Allegro                                      | 14 576    | 0,58  | –     |
| Partito Democratico Europeo                                   | 10 332    | 0,41  | –     |
| Nuova Democrazia                                              | 7 962     | 0,31  | –     |
| Partito della Coalizione Rom                                  | 6 947     | 0,27  | –     |
| Raggruppamento degli Operai di Slovacchia                     | 6 196     | 0,24  | –     |
| Alleanza per l'Europa delle Nazioni                           | 3 325     | 0,13  | –     |
| Totale                                                        | 2 529 385 | 100   | 150   |